# Hachenburg
Hachenburg är en stad i Westerwaldkreis i Rheinland-Pfalz i Tyskland. Den har cirka 6 000 invånare.
Kommunen ingår i kommunalförbundet Verbandsgemeinde Hachenburg tillsammans med ytterligare 32 kommuner.